# Henri Thomas Charles de Preissac d'Esclignac
Henri Thomas Charles de Preissac, duc d'Esclignac et de Fimarcon, marquis d'Esclignac (né à Toulouse le 14 septembre 1763 et mort à Paris le 12 septembre 1827), est un homme politique français.

## Biographie
Henri Thomas Charles de Preissac d'Esclignac est le fils aîné de Charles-Madelaine de Preyssac de Marestang, vicomte d'Esclignac, comte d'Astafort, lieutenant général des armées du roi, et de Marie-Charlotte de Varagnes de Gardonet. Il épousa, le 24 octobre 1787, la princesse Elisabeth Ursula de Saxe (née le 22 octobre 1768 à Dresde-morte le 3 mai 1844 à Dresde), Gräfin von der Lausitz, qui prend tabouret chez la reine le 9 janvier 1788 ; Louis XVI signa à son mariage. Son épouse est la fille de Xavier de Saxe et de Claire Spinucci, princesse franco-saxonne avec qui il s'exila en Espagne à la Révolution française. Il est le père de Charles-Philippe de Preissac d'Esclignac.
Mestre de camp de cavalerie, il émigre en 1790, rentre avec les Bourbons, et est créé pair de France le 5 mars 1819. Le duc d'Esclignac était grand d'Espagne de première classe, et grand-croix de l'ordre de Saint-Jean de Jérusalem.

## Sources
- « Henri Thomas Charles de Preissac d'Esclignac », dans Adolphe Robert et Gaston Cougny, Dictionnaire des parlementaires français, Edgar Bourloton, 1889-1891 [détail de l’édition]
- "L'exil du prince Xavier de Saxe, dernier seigneur de Villeneuve", par Jim Serre Djouhri, in Etudes Villeneuviennes n°57, Société Historique, Archéologique, Artistique et Culturelle des Amis du Vieux Villeneuve-sur-Yonne, 2022.